# Keighley Hall
Le Keighley Hall est une salle des fêtes construite de 1921 et 1922 à Poix-du-Nord.
Elle a été inscrite au titre des monuments historiques le 25 février 2021,.

## Localisation
La Salle des fêtes est située place Talma à Poix-du-Nord.

## Histoire
La ville sort particulièrement touchée par la première Guerre mondiale avec un lourd bombardement allemand faisant 58 victimes civiles. Le maire de Keighley, qui entretenait déjà des liens personnels et professionnels avant le conflit avec le maire de Poix-du-Nord, propose que sa commune adopte la ville française en 1920. Une souscription anglaise est lancée pour ériger la nouvelle salle des fêtes, baptisée Keighley Hall en hommage aux donateurs.
Deux architectes anglais sont désignés, les frères William Arthur et William Hampden Sugden, auteurs de nombreux édifices à Keighley. Ils choisissent un style typiquement anglais en rappelant l'architecture georgienne.
L'inauguration a lieu le 5 juin 1922, en même temps que la remise de la Croix de Guerre à la ville.

## Description
La fonction municipale est soulignée par le clocheton, qui évoque les hôtels de ville anglais.
Le dessin n'est pas symétrique, avec à gauche un petit pavillon en retrait correspondant à l'escalier d'accès à la tribune. 